# دارين أرنوفسكي
دارين أرنوفسكي (بالإنجليزية: Darren Aronofsky) (ولد في 12 فبراير 1969) هو مخرج أفلام أمريكي بولندي. تشتهر أفلامه بعناصرها السريالية والميلودرامية والمزعجة في كثير من الأحيان، والتي غالبًا ما تكون في شكل خيال نفسي. تشمل إنجازاته جائزة الأسد الذهبي وجائزة إيمي برايم تايم، بالإضافة إلى ترشيحات لجائزة الأوسكار، وجوائز الغولدن غلوب، وجوائز الأكاديمية البريطانية للأفلام (بافتا).
حضر جامعة هارفارد لدراسة نظرية الأفلام، يعد أرنوفسكي واحدًا من أشهر المخرجين في الولايات المتحدة، كانت بدايته في فيلم باي الذي أخرجه عام 1998، ثم أخرج فيلم الدراما مرثية حلم عام 2000، وتوقف بعدها لمدة 6 سنوات، ثم أخرج فيلم النافورة عام 2006 من بطولة هيو جاكمان، وراشيل وايز. وفي عام 2008 قام بإخراج فيلم المصارع الذي حاز على إعجاب النقاد وحصل على إيرادات جيدة، وهو من بطولة ميكي رورك، وماريسا تومي وكليهما حصل على ترشيح لجائزة الأوسكار، وحصل روك على جائزة الغولدن غلوب لأفضل ممثل. وفي عام 2010 أخرج فيلم البجعة السوداء من بطولة ناتالي بورتمان، وقد حصل الفيلم على 5 ترشيحات لجائزة الأوسكار من بينها أفضل مخرج، و4 ترشيحات أيضًا لجائزة الغولدن غلوب، و3 ترشيحات لجوائز نقابة ممثلي الشاشة. فيلمه السادس نوح، صدر في 28 مارس 2014، وفيلمه السابع أم صدر عام 2017.

## النشأة
ولد أرونوفسكي في حي بروكلين بمدينة نيويورك في 12 فبراير 1969، وهو ابن للمعلمين شارلوت وأبراهام أرونوفسكي، وكلاهما من أصل يهودي بولندي.  نشأ وترعرع في حي شاطئ مانهاتن في بروكلين. وقال إنه «نشأ يهوديًا ثقافيًا، ولكن كان قليل جدًا ما كان هناك حضور روحي في المعبد. لقد كان شيئًا ثقافيًا - الاحتفال بالأعياد، ومعرفة من أين أتيت، ومعرفة تاريخك، واحترام ما مر به شعبك.» تخرج من مدرسة إدوارد ر. مورو الثانوية. لديه أخت واحدة، باتي، التي التحقت بمدرسة الباليه الاحترافية حتى المدرسة الثانوية. كان والداه يصطحبانه في كثير من الأحيان إلى عروض مسرح برودواي، مما أثار اهتمامه بأعمال العرض.

## أعماله
| سنة  | فيلم                | مخرج | منتج | كاتب | أخرى | ملحوظات         |
| ---- | ------------------- | ---- | ---- | ---- | ---- | --------------- |
| 1998 | Pi)\|               | نعم  |      | نعم  | نعم  |                 |
| 2000 | Requiem for a Dream | نعم  |      | نعم  | نعم  |                 |
| 2002 | Below               |      | نعم  | نعم  |      |                 |
| 2006 | The Fountain        | نعم  |      | نعم  |      |                 |
| 2008 | The Wrestler        | نعم  | نعم  |      |      |                 |
| 2010 | Black Swan          | نعم  | نعم  |      |      |                 |
| 2014 | Noah                | نعم  | نعم  | نعم  |      |                 |
| 2015 | Zipper              |      | نعم  |      |      | المنتج التنفيذي |
| 2016 | Jackie              |      | نعم  |      |      |                 |
| 2017 | Aftermath           |      | نعم  |      |      |                 |
| 2017 | mother!             | نعم  |      | نعم  |      |                 |
| 2018 | White Boy Rick      |      | نعم  |      |      |                 |
| 2022 | The Whale           | نعم  | نعم  |      |      |                 |

## روابط خارجية
- دارين أرنوفسكي على موقع IMDb (الإنجليزية)
- دارين أرنوفسكي على موقع روتن توميتوز (الإنجليزية)
- دارين أرنوفسكي على موقع مونزينجر (الألمانية)
- دارين أرنوفسكي على موقع ألو سيني (الفرنسية)
- دارين أرنوفسكي على موقع ميوزك برينز (الإنجليزية)
- دارين أرنوفسكي على موقع تيرنر كلاسيك موفيز (الإنجليزية)
- دارين أرنوفسكي على موقع أول موفي (الإنجليزية)
- دارين أرنوفسكي على موقع بوكس أوفيس موجو (الإنجليزية)
- دارين أرنوفسكي على موقع قاعدة بيانات الأفلام السويدية (السويدية)
- دارين أرنوفسكي على موقع إن إن دي بي (الإنجليزية)